# Comitium

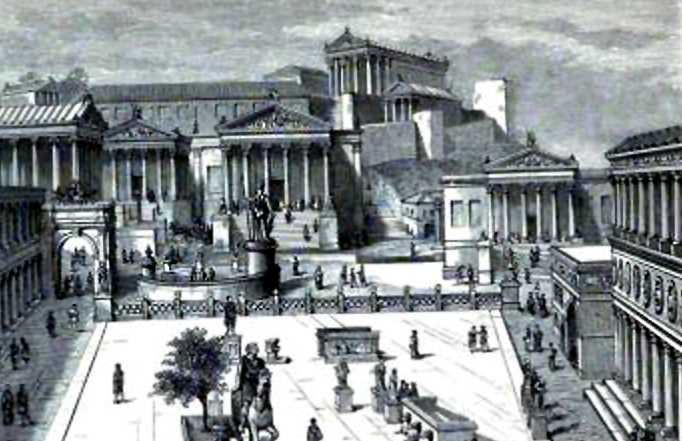
Dibuix del s.XIX, basat en l'aspecte que devia tenir l'any 44 aC. El Comitium és l'estructura circular que hi ha al fons a l'esquerra.

El Comitium era el nom d'un espai a l'aire obert on els antics romans es trobaven per a fer reunions públiques, però que també tenia importància religiosa. Estava situat al nord-oest del fòrum Romà i constava de diverses parts, les més importants: una plataforma per a fer discursos coneguda amb el nom de Rostra, la Columna Maenia, el Graecostasis i la Tabula Valeria.
Amb el creixement de la ciutat i la construcció de la Comitia Centuriata a la zona del camp de Mart va decaure en importància.

## orígens
La informació sobre els inicis de la creació d'aquest lloc prové en part de la llegenda i en part dels estudis arqueològics fets a la zona. Les llegendes sobre els reis Servi Tul·li i Ròmul presenten moltes similituds sobre els orígens del Comitium. A tots dos se'ls atribueix una participació en l'organització de la comitia(assemblea), així com en la fundació de la ciutat. Hi ha relats contradictoris pel que fa a un altre punt: Alguns diuen que Ròmul va morir durant una lluita contra els sabins i va ser enterrat a la part baixa del Vulcanal (lloc on estava situat el Comitium); mentre que altres llegendes diuen que només va ser ferit i que el lloc triat per al Comitium era el lloc on havia mort el pastor Faustulus quan intentava separar els bessons durant la baralla que va tenir el desenllaç fatal. També hi ha llegendes que afirmen que aquest era el lloc on Rem es va posar a saltar abans que el seu germà el matés. Altres situen aquí on estava plantat el Ficus Ruminalis i l'escultura de la lloba que havia alletat als germans Ròmul i Rem. També es deia que la zona del turó Palatí on havia estat el primitiu assentament de població conegut com la Roma Quatrata, contenia les relíquies de Ròmul. Però el paisatge original de la ciutat deu haver canviat molt al llarg dels anys i això dificulta entendre les dades de situació, per exemple hi ha un relat que diu que Tarpeia estava bevent aigua, d'una deu natural que hi havia en aquest lloc, la primera vegada que va veure Titus Taci.

## Usos del comitium

### Funció judicial
En les excavacions del segon nivell estratigràfic s'ha trobat un piló (cippus) datat el 450 aC, el qual conté inscripcions recordant als ciutadans els seus deures i aquest és l'escrit llatí més antic amb relació a aquesta funció Els tribunals romans empraven aquest lloc per a fer els judicis abans de traslladar aquesta mena d'activitats a les basíliques, cosa que es va començar fent de forma esporàdica i que finalment va esdevenir el lloc definitiu amb l'excepció d'uns pocs casos que es van preferir jutjant a l'aire lliure.

### Funció exhibitòria
El Comitium tenia algunes estructures de fusta que es podien desmuntar en cas de crescudes del riu. La Rostra Vetera era una part elevada dins el comitium que al final es va fer servir com a monument de guerra i d'on li ve el nom. Durant un temps en aquesta plataforma hi va haver un rellotge de sol. El lloc era també emprat per exhibir públicament el càstig d'un condemnat, o per exhibir els cossos dels enemics vençuts en una batalla o d'adversaris polítics.

### Funció religiosa
Francis Macdonald Cornford va presentar un estudi el 1912 en el qual deia que la primera vegada que es va fer servir el Comitium va ser amb finalitats religioses, tenia planta quadrada i era una construcció elevada per estar més a prop dels déus. Però Plutarc descriu una plataforma circular que va fer construir Ròmul per a l'art endevinatòria, aquesta paraula en llatí divinatio porta l'arrel divus(«déu») i es referia a la informació «nascuda dels déus o procedent dels déus»,per tant, també Plutarc ens estaria parlant d'una funció religiosa.

En un començament devien haver excavat un espai delimitat de forma circular on es dipositaven ofrenes senzilles com ara un grapat de terra dels diferents llocs de procedència dels primers colons, aquest clot els romans l'anomenaven mundus, equivalent al que els grecs deien ουρανός (ouranos, «firmament») quan construïen una nova ciutat. A partir d'aquest cercle sagrat es construïa la resta de la ciutat i allà estava la fita zero coneguda amb el nom de Umbilicus urbis Romae.

### Funció política
Des d'antic la part elevada es va fer servir per a adreçar discursos polítics al públic en general, fer propostes legislatives o generar debats que al final s'acabaven tractant de manera formal al senat; encara que aquesta funció quan més es va fer servir va ser durant l'època republicana.

## Estructures interiors

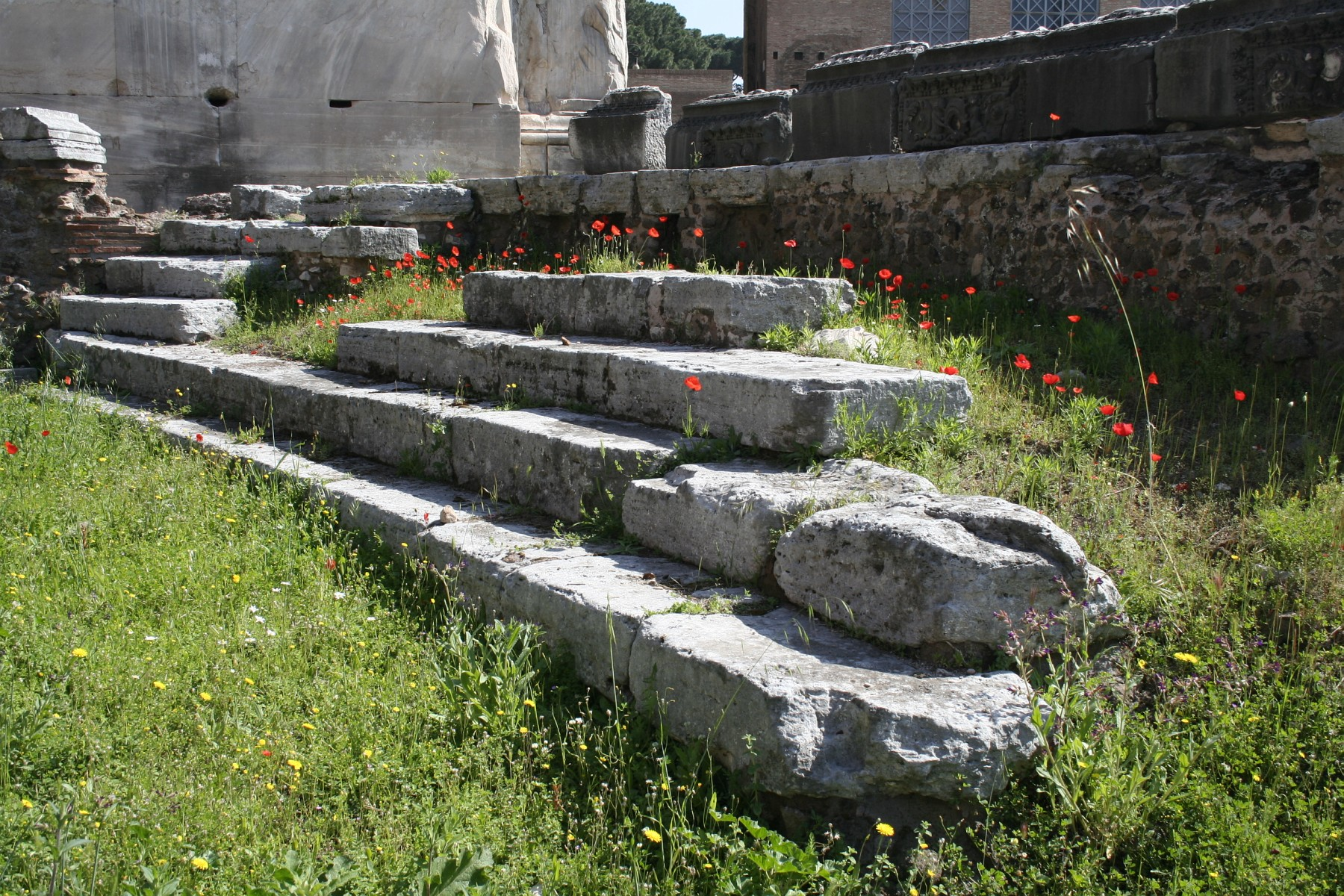
Esglaons corbats pertanyents a la rostra del comitium.

Les principals estructures interiors eren:
- La Rostra. L'antiga rostra vetera[11][12] va ser una de les estructures que més va canviar amb el pas dels anys, la primera amb l'ampliació de la cúria l'any 60 aC, però sobretot l'any 44 aC amb la construcció d'un altar,[13] per sobre del qual es deia que va caure una misteriosa pluja de llet i sang.[14]
- El Graecostasis, una plataforma a l'oest.[15]
- Una estàtua en honor d'Horaci Còcles.[16]
- La columna Maènia erigida el 339 aC, el nom de la qual deriva de Gai Meni. Alguns historiadors creuen que aquesta columna provenia de la residència particular de Meni, però que l'havia venuda als cònsols Cató i a Luci Valeri Flac tal com diu el Pseudo-Asconi.[17] Aquesta columna servia d'orientació horària, indicant la supremam horam quan l'ombra que feia tocava l'edifici de la presó.[18]
- La presó Mamertina, situat a la part baixa del turó capitolí, de cara a l'edifici de la cúria.[19]
- La Tabula Valeria, situada al comitium l'any 263 aC per Mani Valeri Màxim Corví Messal·la. Tradicionalment els historiadors pensaven que era una commemoració de la seva victòria sobre els cartaginesos a Sicília, però Samuel Ball Platner va proposar el 1911 que més aviat es devia tractar d'un recordatori als ciutadans de les lleis establertes per Valeri i Horaci en relació als tribuns.[20]

## Edificis circumdants
Es creu que el consell de senadors es reunia en un antic temple de base quadrada situat al nord del Comitium, que després es va anomenar Cúria Hostília.

Envoltant el comitium hi havia també un complex governatiu, la Regia, que rep aquest nom per ser emprat pels primers reis. Estava a la vora de la casa de les verges vestals.
Un altre edifici que limitava amb el Comitium era el temple de Vulcà, anomenat el Vulcanal.
Als voltants del Comitium es van construir monuments i estàtues celebrant esdeveniments polítics o en reconeixement de romans il·lustres.

## Els arbres sagrats
En aquesta àrea hi havia tres de les quatre figueres sagrades de la ciutat. Una d'elles estava davant del temple de Saturn però es va haver d'arrencar perquè les seves arrels estaven malmetent una estàtua. Una altra de les figueres estava al mig del fòrum al costat d'una olivera i d'una vinya. Plini el Vell i Tàcit parlen d'un tercer arbre al Comitium prop de l'estàtua de l'àugur Attus Navia qui, segons la llegenda, el va trasplantar des del turó Palatí transportant al mateix temps els seus poders sagrats trencant amb una navalla una pedra que hi havia a les arrels i posant-la al seu nou emplaçament al Comitium. Des de llavors aquest arbre que abans es coneixia amb el nom de ficus ruminalis va passar a dir-se "Ficus Navia".

## Època republicana
Al començament les escales que duien al Vulcanal es van fer servir per a donar discursos a la gent que es trobava al Comitium, però tal com anava augmentant la població els oients no tenien prou espai amb el Comitium i es va construir la rostra una plataforma elevada de fusta amb escales, des d'on els oradors s'adreçaven a tot el fòrum. Perquè les idees que sorgien al Comitium fossin convertides en lleis calia que el senat es reunís en un lloc sagrat, per això els edificis on es trobaven els membres del senat eren temples. També amb l'augment de població es va haver de modificar això i es van diferenciar entre els temples on només calia que hi hagués espai per l'estàtua de la divinitat i un altar per a sacrificis i els que calia que fossin prou grans per a donar cabuda a tots els senadors. Luci Corneli Sul·la va ser el cònsol que l'any 80 aC va ordenar fer una ampliació de la cúria hostília amb aquesta finalitat.
L'any 55 aC va esclatar una lluita entre dues faccions polítiques: Clodi amb els seus seguidors i el seu oponent Miló, els quals van passar dels atacs verbals a una lluita amb armes llancívoles al mateix Comitium. El 2 de gener del 52 aC Clodi va morir a mans del seu advesari a prop de Bovillae; un grup de seguidors va portar el seu cos i el van incinerar a les escales d'accés de la cúria hostília, però el foc es va estendre i va destruir l'edifici juntament amb la basílica Pòrcia. A Faust Corneli fill del dictador Sul·la se li va encomanar el control de la reconstrucció, la qual es va allargar fins a l'arribada de Juli Cèsar al poder amb els seus canvis polítics.

## Juli Cèsar

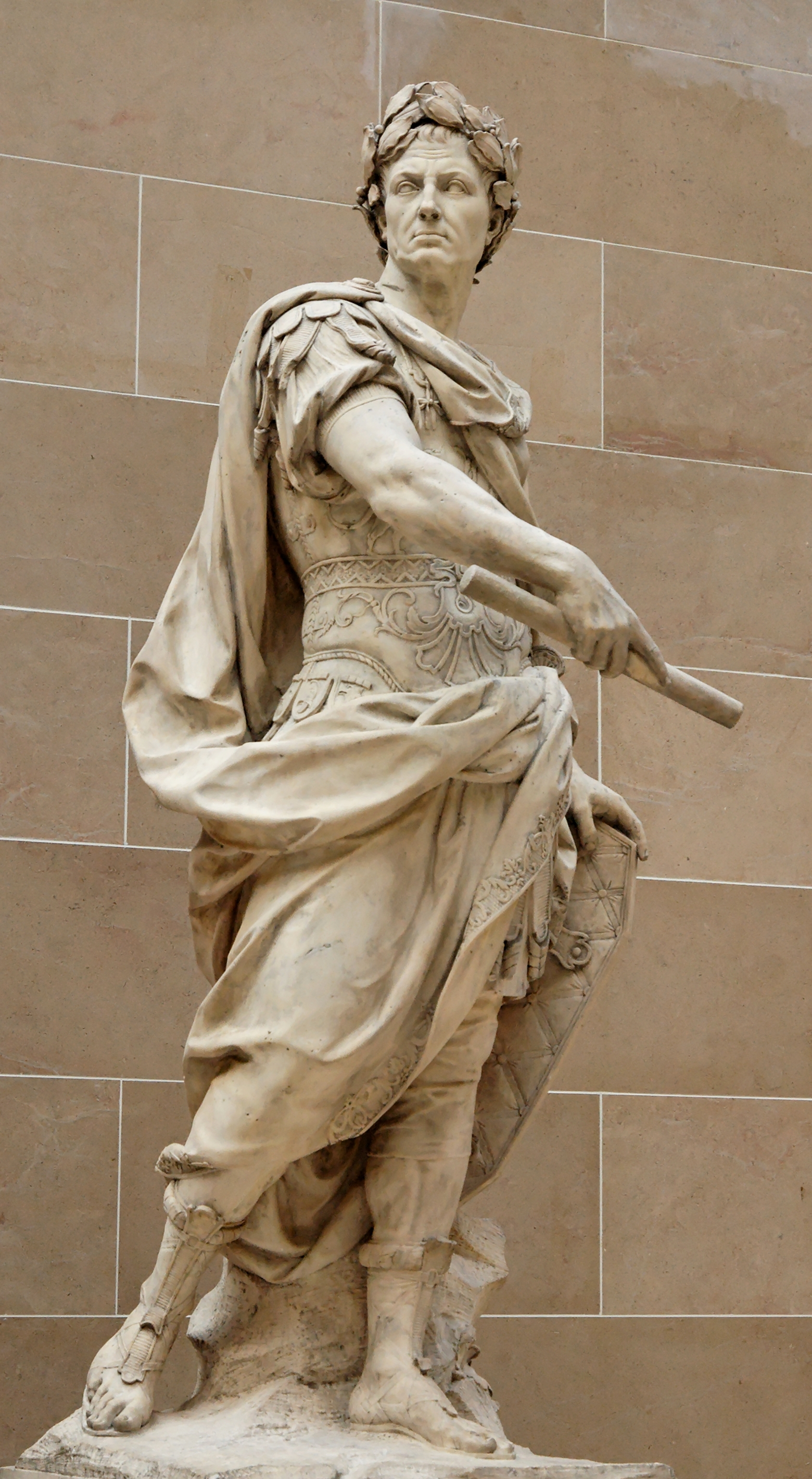
Estatua de Cèsar amb la corona de llorers, obra de Nicolas Coustou, vers el 1696 (Museu del Louvre París)

Les victòries militars de Juli Cèsar li van permetre accedir al poder juntament amb els dos cònsols electes, formant el Primer Triumvirat. El poder compartit no va durar gaire i Cèsar va esdevenir dictador de per vida. El Comitium ja havia quedat reduït en la seva mida amb la reforma de Sul·la, però Juli Cèsar encara el va reduir més. El projecte de Cèsar era traslladar a un altre lloc la Rostra Vetera, aixecar el Comitium i desmantellar la cúria posant-la al costat de la nova rostra.
Un fet que va passar durant la festa de la lupercàlia podria ser que influís en la revolta dels alliberadors. Marc Antoni, com un més dels participants es va apropar a Cèsar mentre estava al Comitium, a la banda de la rostra, llavors va voler posar una corona de llorers sobre el cap de Cèsar, el qual la va refusar obtenint l'aplaudiment del públic. Marc Antoni va insistir, però com que no aconseguia convèncer l'home, va posar-la a sobre del cap d'una estàtua de Cèsar que hi havia allí. Els seus enemics en van tenir prou de la broma i van tombar l'estàtua immediatament.
La rostra era el lloc de més prestigi des del qual es podia parlar. Allà va ser on Ciceró va fer el seu discurs de comiat del càrrec de pretor. També va ser el lloc triat, després d'anys retirat de la vida política, on va fer el famós discurs Filípica contra Marc Antoni. Va dir que les llibertats dels ciutadans havien quedat condicionades a la voluntat de Juli Cèsar i va acusar Marc Antoni de donar-li suport. Però quan amb el temps Marc Antoni i el nou règim polític es va imposar, van matar l'orador i el cap i les mans del cadàver van ser exposades a la rostra.

## Investigació arqueològica

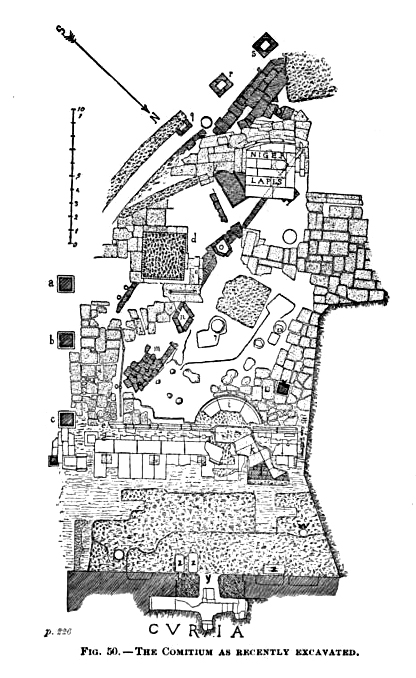
Plànol de les excavacions arqueològiques del 1899, mostrant el nivell que actualment està a la vista.

A partir de l'edat mitjana, fragments pertanyents a l'antiga ciutat de Roma van anar a parar a mans de col·leccionistes privats, per tant no es considerava oportú fer excavacions arqueològiques en una ciutat que havia estat espoliada i poc quedava en ella de l'edat antiga. Al segle xix, gràcies a l'interès de l'arqueòleg Edward Gerhard es va crear l'Instituto di Corrrispondenza, una institució internacional que va emprendre per primera vegada uns estudis arqueològics formals. Els treballs van començar per aplegar i catalogar les col·leccions en mans privades d'aquella època.
Un grup d'arqueòlegs alemanys van col·laborar amb Gerhard fent un mapa del fòrum i el Comitium, cosa de gran importància doncs es tractava del centre de la ciutat. Amb l'ajuda de: Chevalier Bunsen, Ernst Platner, Wilhelm Röstell, B. G. Niebuhr i Friedrich Hoffmann, van escriure el 1817 un llibre titulat "Beschreibung der Stadt Rom" («Descripció de la ciutat de Roma»), el qual no va ser publicat fins al 1832. Aquesta obra no va trobar suport entre tota la comunitat d'historiadors, sir William Smith va publicar el 1857 "A dictionary of Greek and Roman geography" («Un diccionari de la geografia grega i romana») en el qual criticava les conclusions a què havien arribat el grup d'estudiosos alemany perquè segons ell no estaven prou argumentades.
El cas era que les excavacions només havien arribat fins al nivell de l'època imperial i després s'havien abandonat els treballs. El 1898 es va establir un comité encarregat de datar els fragments trobats, classificats per antiguitat, per tal d'intentar reconstruir alguns monuments. Llavors es van adonar que calia aprofundir en les excavacions abans començades i fer-les amb més detall. També l'any 1898, l'arqueòleg Giacomo Boni va sol·licitar fer excavacions davant de l'església de Sant'Adriano al Foro, que estava construïda sobre l'antic emplaçament de la cúria. Va obtenir el permís a l'octubre i les troballes van ser de gran importància. Entre 1899 i 1903 van trobar la Lapis Niger («pedra negra») juntament amb altres fragments pertanyents al comitium. Durant l'edat mitjana l'àrea del Comitium es va aprofitar per fer un cementiri cristià i part de l'edifici de la cúria va fer de catacumba, per tant es van trobar uns 400 cossos que van haver de ser traslladats a un altre cementiri.
L'any 1899 Samuel Platner va publicar a la revista "American Journal of Archaeology" la següent descripció:
«Davant de l'arc de Septimi Sever comença la línia marcada pels principals treballs duts a terme durant es darrers mesos. Tota la part frontal de l'església de Sant Adrià, la Cúria de Dioclecià i el Comitium estan ara a la vista. El Comitium està pavimentat amb lloses de marbre travertí en una extensió al voltant de la lapis niger, la qual, encara que no està al mateix nivell, es troba protegida per ambdues bandes per una mena d'estructura corba. Aquest paviment del Comitium abasta fins a un punt en oposició directa al centre de l'arc de Septimi Sever i acaba una mica més enllà de la lapis niger rematat en una paret corba, la qual està construïda sobre un altre paviment més antic de tuf. Més avall tot descansa sobre estructures més antigues. Una part del Comitium evidentment va ser construïda sobre un període més antic de manera similar al que va passar amb la Basilica Aemilia.» 
El comitium no era una construcció única de la ciutat de Roma, altres ciutats fundades per colons romans tenien la mateixa estructura. El 1953 unes excavacions a la colònia romana de Cosa van posar al descobert el comitium en forma d'amfiteatre construït davant la casa del senat local. Aquesta troballa va revifar els estudis arqueològics a la capital, què es van tornar a encetar el 1957.
Pel que fa a la bibliografia antiga, cal destacar la següent descripció de Vitruvi feta l'any 30 aC.:
«Des d'Esparta s'havien extret pintures murals emportant també les pedres del mur on estaven, després s'havien col·locat en marcs de fusta i les havien portat al Comitium per decorar-lo durant el govern dels edils [C. Visellius] Varró i [C. Licinius] Murena.» 